# Куркин, Пётр Иванович
Пётр Иванович Куркин (1858—1934) — советский учёный и педагог, санитарный статистик и организатор здравоохранения, доктор медицинских наук, профессор . Заслуженный деятель науки РСФСР (1928). Основоположник советской санитарной статистики.

## Биография
Родился 28 марта 1858 году в городе Клин, Московской губернии 
С 1877 по 1882 год обучался на естественном отделении физико-математического факультета Императорского Санкт-Петербургского университета, с 1882 по 1886 год обучался на медицинском факультете Императорского Московского университета
С 1886 по 1891 год на клинической работе в  медицинских учреждениях Московской губернии в должности участкового врача. С 1891 по 1895 год на клинической работе в Московском губернском земстве в должности санитарного врача. С 1895 по 1917 год на научной работе в Московском губернском санитарно-статистическом бюро в должности — заведующего медико-статистическим отделом.
С 1918 года П. И. Куркин являлся членом Учёного совета Народного комиссариата здравоохранения РСФСР, а так же консультантом и руководителем статистической комиссии Центрального статистического управления РСФСР. С 1931 по 1934 год на научно-исследовательской работе  в Институте гигиены имени Ф. Ф. Эрисмана.

### Научно-педагогическая деятельность
Основная научно-педагогическая деятельность П. И. Куркина была связана с вопросами в области санитарной статистики, под его руководством была разработана методика изучения общей заболеваемости на основе обращаемости населения за медицинской помощи и была создана первая схема санитарно-статистических исследований. В 1899 году под его руководством была создана и принята в практику «Пироговская классификация и номенклатура болезней», ставшая основой для создания советской номенклатуры болезней. Под его руководством  разработана единая система учёта и отчётности медицинских учреждений, были  сформулированы цели и задачи советской санитарной статистики.
Под руководством П. И. Куркина было написано около ста сорока научных трудов, в том числе девяти монографий и учебников для высших медицинских учебных заведений. В 1911 году за разработку рациональной методологии изучения общей заболеваемости на основе обращаемости населения за медицинской помощью и установлении зависимости показателей заболеваемости от времени года и возраста П. И. Куркин был удостоен почётного диплома Дрезденской Международной гигиенической выставки. Он являлся редактором редакционного отдела «Санитарная статистика» в первом издании Большой медицинской энциклопедии.
Скончался 19 декабря 1934 года в Москве.